# استریکر (مونتانا)
استریکر (به انگلیسی: Stryker) یک محدوده ثبت‌نشده در شهرستان لینکلن ایالت مونتانا کشور ایالات متحده آمریکا است که جمعیت آن در سرشماری سال ۲۰۱۰ میلادی، ۲۶ نفر بوده‌است.

## نگارخانه

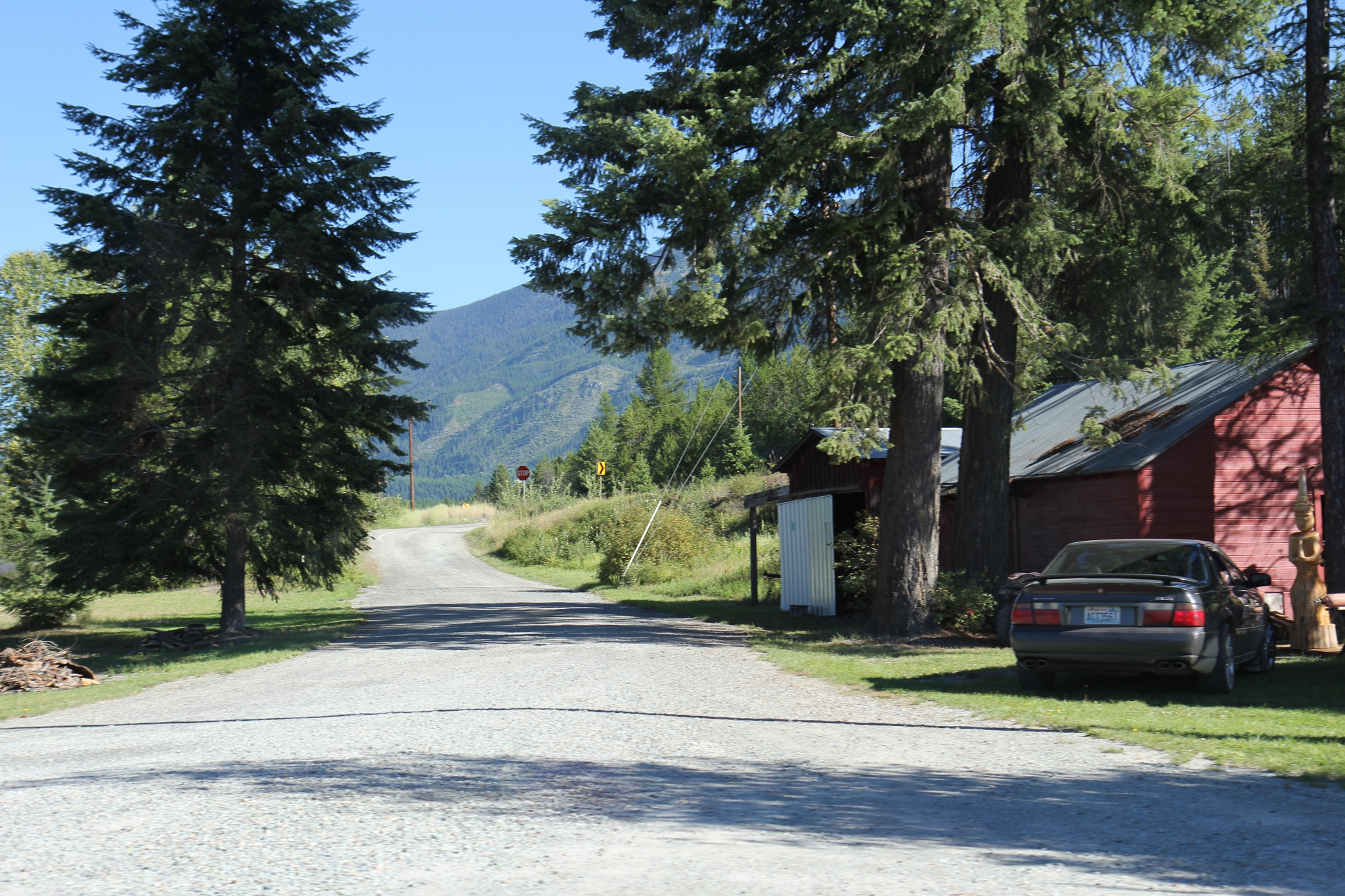
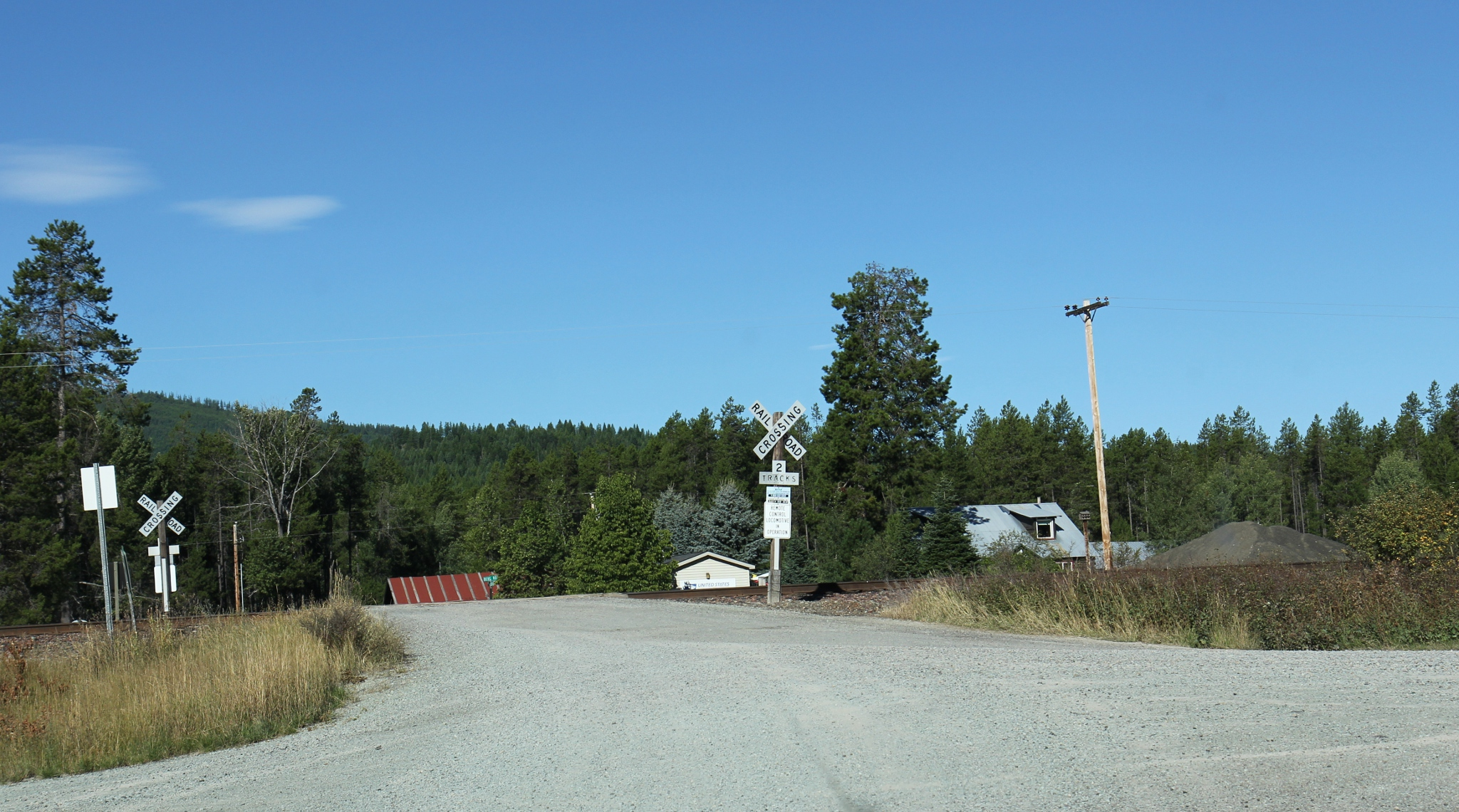